# Ajijic
Ajijic är en ort i Mexiko.   Den ligger i kommunen Chapala och delstaten Jalisco, i den centrala delen av landet, 400 km väster om huvudstaden Mexico City. Ajijic ligger 1 577 meter över havet och antalet invånare är 13 714.
Terrängen runt Ajijic är kuperad norrut, men söderut är den platt.  Trakten runt Ajijic är nära nog obefolkad, med mindre än två invånare per kvadratkilometer. Närmaste större samhälle är Chapala, 6,7 km öster om Ajijic.